# Fight or Flight (film, 2025)
Pour les articles homonymes, voir Fight or Flight.
Pour plus de détails, voir Fiche technique et Distribution.
Fight or Flight ou Combattre ou fuir au Québec est un film américano-britannique réalisé par James Madigan et sorti en 2025.

## Synopsis
Ancien agent des services de renseignement en disgrâce, Lucas Reyes est contraint d'accepter, pour une ancienne connaissance, une mission dangereuse. Le mercenaire va ainsi tenter de redorer son blason. Sa mission consiste à identifier puis capturer un mystérieux criminel lors d’un vol en avion. Il va finalement devoir protéger sa cible, lorsqu'ils se retrouvent menacés par d'autres individus.

## Fiche technique
Sauf indication contraire, les informations mentionnées dans cette section peuvent être confirmées par les bases de données cinématographiques IMDb et Allociné,  présentes dans la section « Liens externes ».
- Titre original : Fight or Flight
- Titre québécois : Combattre ou fuir[1]
- Réalisation : James Madigan
- Scénario : Brooks McLaren et D. J. Cotrona
- Musique : Paul Saunderson
- Décors : Mailara Santana
- Costumes : Edit Szücs
- Photographie : Matt Flannery
- Montage : Ben Mills
- Production : Tai Duncan, Basil Iwanyk, Erica Lee et Christopher Milburn
- Sociétés de production : Asbury Park Productions, The Royal Budapest Film Co, F or F Films, Liam Jay Films et Thunder Road Pictures
- Sociétés de distribution : Sky Cinema (Royaume-Uni), Vertical (États-Unis)
- Budget : N/A
- Pays de production :  États-Unis,  Royaume-Uni
- Langue originale : anglais
- Format : couleur - 2,00:1
- Genre : comédie, action
- Durée : 97 minutes
- Dates de sortie[2] :
  - Royaume-Uni : 28 février 2025
  - États-Unis : 9 mai 2025
- Classification[3] :
  - États-Unis : R

## Distribution
- Josh Hartnett : Lucas Reyes
- Charithra Chandran : Isha Mandhal
- Julian Kostov : Aaron Hunter
- Katee Sackhoff : Katherine Brunt
- Marko Zaror : Chayenne
- JuJu Chan Szeto : Maître Lian
- Rebecka Johnston : Rebecca
- Danny Ashok as Royce
- Hughie O'Donnell : Garrett
- Jyuddah Jaymes : Kyle Robinson
- Willem van der Vegt : Paul Simmons
- Sanjeev Kohli : le pilote
- Declan Baxter : le co-pilote
- Sarah Lam : Mae
- Irén Bordán : Mrs. Nazareth
- Nóra Trokán : Cat Eyes
- Heather Choo : Monk Heather
- Claudia Heinz : Monk Claudia

## Production
En 2024, il est annoncé que le film sera réalisé par James Madigan d'après un scénario écrit par Brooks McLaren et D. J. Cotrona. Il est produit par Tai Duncan, Basil Iwanyk (en) et Erica Lee.
En juillet 2024, Josh Hartnett est annoncé dans le rôle principal. Il est ensuite rejoint par Charithra Chandran, Julian Kostov, Katee Sackhoff, Marko Zaror et Rebecka Johnston.
Le tournage se déroule en Hongrie, notamment à l'aéroport international de Budapest-Ferenc Liszt.

## Sortie et accueil

### Dates de sortie
Fight or Flight est diffusé sur au Royaume-Uni sur Sky Cinema le 28 février 2025. Il sortira ensuite dans les salles américaines dès le 9 mai 2025.

### Critique
Sur le site d'agrégation de critiques Rotten Tomatoes, le film obtient 77% d'avis favorables, pour 57 critiques. Le consensus suivant résumé les avis collectés : « La performance acharnée de Josh Hartnett donne des ailes à Fight of Flight, maintenant cette comédie d'action loufoque à une altitude de croisière divertissante qui, de manière rafraîchissante, ne s'épuise pas. » Sur le site Metacritic, qui utilise une moyenne pondérée, le film obtient la note de 53⁄100 pour 17 critiques.
John Nugent du magazine Empire attribue au film la note de trois étoiles sur cinq et le décrit comme un « concept de base joyeusement idiot » avec un « mélange ridicule » d'idées mais aussi « rafraîchissant et amusant de voir une approche aussi gonzo et sans limites » et « tout aussi encourageant de voir Hartnett s'engager pleinement, avec une performance agréablement dérangée ».
Chris Wasser du Irish Independent décrit le film « un film de série B glorifié avec un personnage principal hollywoodien » qui est « amusant » et « divertissant » avec des « séquences de combat brutales et déchirantes » bien qu'il perde « trop de temps à essayer d'expliquer une intrigue aléatoire ».